# Andreas Hanft
Andreas Hanft, Pseudonym Andreas Berg, auch Andreas Berg-Hanft (* 6. Juli 1932 in Brandenburg an der Havel; † 1. Juli 1996) war ein deutscher Nachrichtensprecher, Schauspieler, Hörspiel- und Synchronsprecher.

## Leben
Andreas Hanft, Sohn des Landeskirchenwarts und Organisten an St. Katharinen Walter Hanft, ging 1950 nach West-Berlin. Nach absolviertem Schauspielstudium begann er 1956 beim RIAS als Nachrichtensprecher. Um seine Familie zu schützen, die eventuell unter der Anti-RIAS-Propaganda der DDR Schwierigkeiten hätte bekommen können, arbeitete er in dieser Funktion unter dem Decknamen Andreas Berg. Er übte diesen Beruf bis zum Ende des RIAS 1992 und danach kurz auch noch bei dessen Nachfolger DeutschlandRadio Berlin aus, bevor er kurz nach Beginn seines Ruhestands starb.
Ferner wirkte Hanft als Schauspieler in diversen Fernsehproduktionen mit, so z. B. in einigen Folgen der Krimiserie Tatort, in mehreren Spielfilmen oder in Produktionen von und mit Didi Hallervorden.
Als Synchronsprecher trat er in mehreren wiederkehrenden Rollen in Serien auf, wie für Maurice Fields in Die fliegenden Ärzte, für Charles Hallahan in Hunter oder für David White in Verliebt in eine Hexe, aber auch in Filmen, zu denen  Die Mächte des Wahnsinns , Es war einmal in Amerika und Kiss of Death zählen.

Andreas Hanft wurde Kindern vor allem durch seine Stimme bekannt, die er dem Polizeipräsident in den Hörspielserien Benjamin Blümchen und Bibi Blocksberg lieh.

## Persönliches
Andreas Hanft war mit seiner Schauspielkollegin Maresi Bischoff-Hanft verheiratet. Das Paar lebte zeitweise in Berlin-Lankwitz.
Anfang Juli 1996 verstarb Andreas Hanft fünf Tage vor seinem 64. Geburtstag.

## Filmografie
- 1976: Hans im Glück
- 1976: Tatort – Transit ins Jenseits
- 1977: Anpassung an eine zerstörte Illusion
- 1978: Die beiden Freundinnen
- 1978: Tatort – Sterne für den Orient
- 1978: Direktion City, Ep. Die Banklady (Fernsehserie)
- 1978: Verführungen[3]
- 1979: Tatort – Gefährliche Träume
- 1980: So geht’s auch (Serie)
- 1980: Vorsicht! Ätzende Dämpfe laut DRA-Personensuche
- 1981: Alles im Eimer
- 1981: Der Fall Maurizius
- 1983: Utopia
- 1983: Kommissariat 9, Ep. Drei Rollstühle für einen Rolls-Royce (Fernsehserie)
- 1984: Baby
- 1984: Mit der Faust ins offene Messer laut DRA-Personensuche
- 1985: Der Tod aus dem Computer
- 1986: Der Untermieter, Ep. Willi à la carte (Fernsehserie)
- 1986: Wanderungen durch die Mark Brandenburg
- 1993: Immer wieder Sonntag, Ep. Fundsache (Fernsehserie)
- 1994: Polizeiruf 110 – Totes Gleis (Fernsehreihe)

## Hörspiele (Auswahl)
- 1970: Reinhard Hummel: Liebesdivision. Hörspiel mit Beat (Sprecher) – Regie: Ulrich Gerhardt; Reinhard Hummel (Hörspiel – RB)
- 1970: Robert Sheckley: Einmal Utopia – Hin und zurück. Ein Schulfunk-Hörspiel (Roboter) – Regie: Dietrich Auerbach (Hörspielbearbeitung, Kurzhörspiel, Science-Fiction-Hörspiel – RIAS)
- 1970: Pirkko Jaakola: In ihren Augen blitzten ein paar Diamanten zuviel auf, und ihre Wangen überzog ein fahles Tibetrot (Nachrichtensprecher) – Regie: Otto Düben (Hörspiel – RIAS)
- 1971: Michael Koser: Tote singen nicht (Mac, Polizist) – Regie: Ulrich Gerhardt (Original-Hörspiel (nicht gesichert), Kriminalhörspiel (nicht gesichert) – RIAS/SWF)
- 1971: Mihail Sadoveanu: Wolfsgericht (Murad, Sergeant) – Regie: Rolf von Goth (Hörspielbearbeitung – SFB)
- 1972: Peter Albrechtsen: Rückwärts oder Kleiner Vater Rasmussen und der Lauf der Zeit (Lautsprecherstimme) – Regie: Moritz Milar (Original-Hörspiel – RIAS/BR)
- 1982: Waldemar Overkämping: Achtung Hochspannung: Morgen mach’ ich mich zur Witwe (Telefonstimme) – Regie: Manfred Marchfelder (Kriminalhörspiel – RIAS)
- 1986: Michael Koser: Professor van Dusen ermittelt (41. Folge: Professor van Dusen trifft Kaiser Wilhelm). Unter Verwendung zweier Figuren von Jacques Futrelle (Hotel-Portier) – Regie: Rainer Clute (Original-Hörspiel, Kriminalhörspiel – RIAS)

Sonstige:
- Benjamin Blümchen – Benjamin und die Autorally (Folge 43) als Polizeipräsident
- Benjamin Blümchen – Benjamin wird reich (53)  als Polizeipräsident
- Benjamin Blümchen – Benjamin als Reporter (56) als Polizeipräsident
- Benjamin Blümchen – Benjamin als Bürgermeister (57) als Polizeipräsident
- Benjamin Blümchen findet einen Schatz (59) als Polizeipräsident
- Benjamin Blümchen – Die Zirkuslöwen (79) als Wohlgemut
- Benjamin Blümchen – Das Geheimnis der Tempelkatze (81) als Emir
- Bibi Blocksberg – Bibi und der Autostau (Folge 23) als Polizeipräsident
- Bibi Blocksberg – Die Schnitzeljagd (26) als Polizeipräsident
- Bibi Blocksberg – Der Flohmarkt (37) als Polizeipräsident
- Bibi Blocksberg – Der Superhexspruch (53) als Polizeipräsident
- Wendy Wendy – muss gewinnen (2) als Herr Kublakrek
- Barbie – Der indische Smaragd (4) als Professor Hubbert
- Die Schatzinsel als Erzähler

## Synchronrollen (Auswahl)
Quelle: Deutsche Synchronkartei
- 1966: Arrigo Peri in Die Milliarden–Super–Masche als Lucas Bol (Synchro 1991)
- 1970: Arthur Lowe in Die eine will’s, die andere nicht als Sergeant
- 1981: Alvin Hammer in Kesse Bienen auf der Matte als Geisha–Doktor
- 1983: William Windom in Das A–Team als Al Massey (Fernsehserie, Folgen 1x01–02)
- 1983: Hugh Gillin in Das A–Team als Sheriff (Fernsehserie, Folge 1x04)
- 1983: Norman Alden in Das A–Team als Mickey Stern (Fernsehserie, Folge 2x11)
- 1985: Daniel Chodos in Airwolf als Dr. Michail Gurvovich (Fernsehserie, Folge 3x04)
- 1986: Bo Brundin in Das A–Team als Dr. Werner Strasser (Fernsehserie, Folge 5x04)
- 1990: George Plimpton in L.A. Story als Straight Weatherman
- 1991: Dakin Matthews in Die Fremde aus der U–Bahn als Francis Haynes
- 1991: Leonard Stone in L.A. Law – Staranwälte, Tricks, Prozesse als Richter Paul Hanson
- 1994: Cosie Costa in Babylon 5 als Abbut (Fernsehserie, Folge 1x10)
- 1994: John Wheeler in Emergency Room – Die Notaufnahme als Mr. Resnick (Fernsehserie, Folge 1x03)
- 1995: Charles Hallahan in JAG – Im Auftrag der Ehre als General Thomas Williams (Fernsehserie, Folge 1x04)
- 1995: Jerry Hardin in Star Trek: Raumschiff Voyager als Dr. Neria (Fernsehserie, Folge 1x09)
- 1995: Warren Munson in Star Trek: Raumschiff Voyager als Admiral Paris (Fernsehserie, Folge 2x08)